# Antoni Pliński
Antoni Pliński (ur. 13 czerwca 1921, zm. 1998) – polski duchowny ewangelikalny, prezbiter naczelny Kościoła Ewangelicznych Chrześcijan w RP, wiceprezes Rady Zjednoczonego Kościoła Ewangelicznego w PRL.

## Życiorys
Urodził się na Wołyniu. W 1941 związał się ze Zborem Ewangelicznych Chrześcijan w Bobłach (podlegającym Zborowi w Kowlu). W 1942 przyjął chrzest na wyznanie wiary. Wołyń opuścił w 1943 i przeprowadził się do Chełma Lubelskiego, a później do Warszawy. W sierpniu 1944 był członkiem Zboru Ewangelicznych Chrześcijan przy ul. Szerokiej 26 w Warszawie. W czasie powstania warszawskiego został aresztowany przez Gestapo. Został osadzony w obozie pracy przymusowej w Wielkopolsce. W 1945 osiedlił się w Łodzi. W 1948 został członkiem nowo powstałego Zboru Ewangelicznych Chrześcijan w tym mieście. Pełnił tam funkcję sekretarza i zastępcy przełożonego. W latach 1951–1954 był przełożonym tego zboru. W latach 1945–1976 zajmował funkcję zastępcy przełożonego zboru ZKE w Łodzi przy ul. Szarej 1. W 1978 został przełożonym I Zboru ZKE w Łodzi. Podczas IX Synodu ZKE został wiceprezesem Rady Kościoła i reprezentantem Ugrupowania Ewangelicznych Chrześcijan w tej Radzie. 27 maja 1979 został ordynowany na urząd prezbitera.
W związku z rozwiązaniem w 1988 Zjednoczonego Kościoła Ewangelicznego, po powstaniu z części jego zborów Kościoła Ewangelicznych Chrześcijan w PRL, 9 kwietnia 1988 na pierwszym Synodzie KECh został wybrany Naczelnym Prezbiterem KECh. Funkcję tę pełnił do 1991.
W 1945 zawarł związek małżeński z Wacławą Grzelczak. Był ojcem dwóch córek.